# 穆列什河畔聖安娜鄉

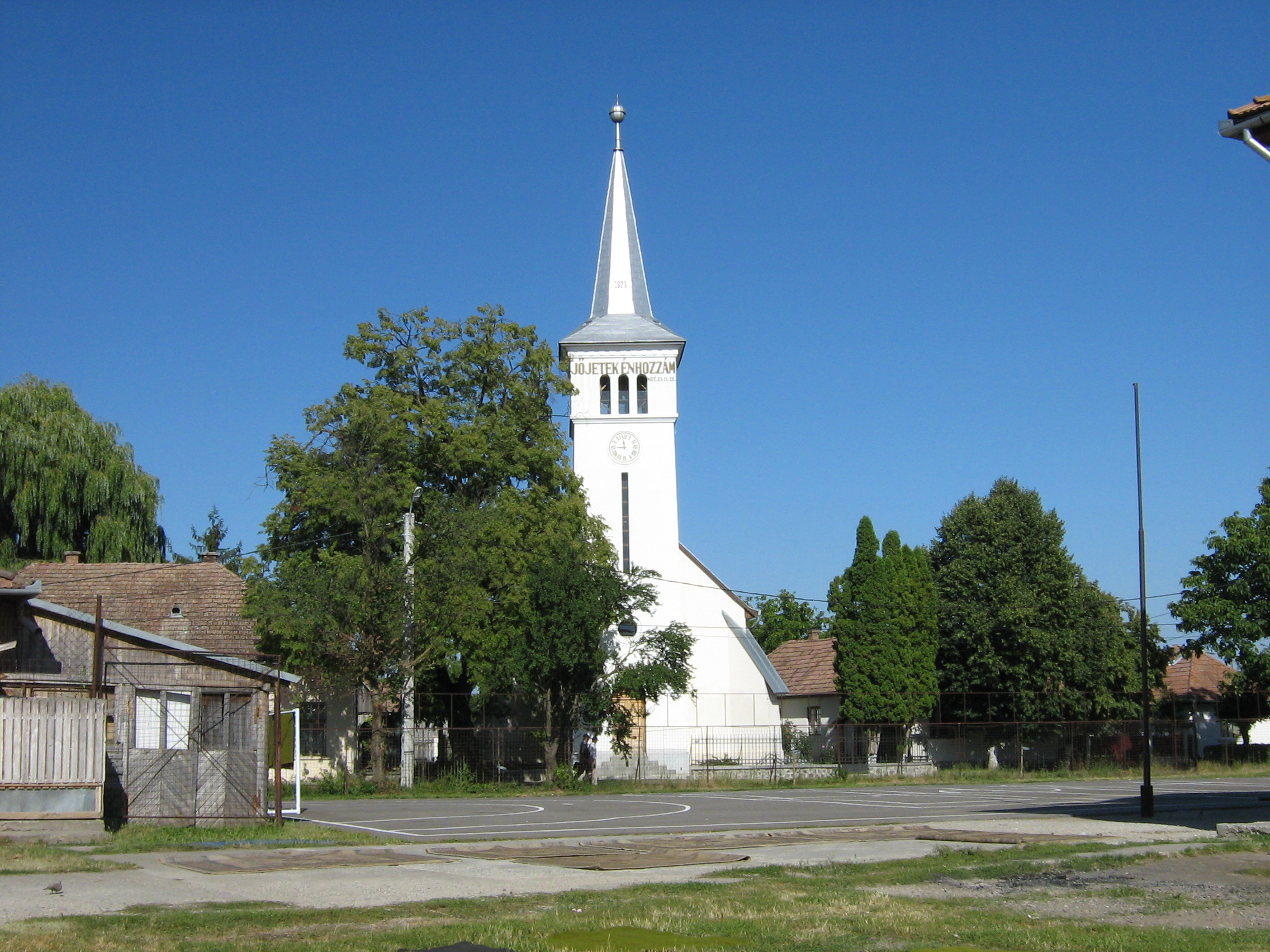

穆列什河畔聖安娜鄉（羅馬尼亞語：Comuna Sântana de Mureș, Mureș），是羅馬尼亞的鄉份，位於該國中部，由穆列什縣負責管轄，面積26平方公里，海拔高度315米，2007年人口4,676，人口密度每平方公里180人。